# گورستان ونکوک
قبرستان ونکوک مربوط به سده‌های متاخر دوران‌های تاریخی پس از اسلام است و در شهرستان سرباز، بخش مرکزی، دهستان مورتان، روستای ونکوک واقع شده و این اثر در تاریخ ۲۷ اسفند ۱۳۸۷ با شمارهٔ ثبت ۲۶۵۲۶ به‌عنوان یکی از آثار ملی ایران به ثبت رسیده است.